# Казначеев, Дмитрий Филиппович
Дмитрий Филиппович Казначеев (1900, Томск, Российская империя — ?) — советский партийный и государственный деятель, председатель Амурского облисполкома (1938).

## Биография
В 1938 г. являлся председателем исполнительного комитета Амурского областного Совета.
4 апреля 1938 г. был арестован, 6 ноября 1941 г. военный трибунал Дальневосточного фронта рассматривал дело по обвинению по статьям 58-1 «а», 58-2, 58-7, 58-8, 58-11 УК РСФСР. Дело было прекращено — направлен как социально опасный элемент на принудительное лечение в психиатрическую больницу в г. Томск.